# Giuseppe Mancini (calciatore)
Giuseppe Mancini (Roma, 19 marzo 1920 – ...) è stato un calciatore italiano, di ruolo attaccante.

## Carriera
Giocò in Serie A con la Lazio.

## Palmarès
- Campionato romano di guerra: 1

Lazio: 1943-1944